# Велопробіг Одеса — Владивосток
Велопробіг Одеса — Владивосток (рос. Велопробег Одесса — Владивосток) — рекордний на той час у Радянському Союзі пробіг за маршрутом Одеса — Владивосток, який провели п'ятеро «динамівців» з УСРР: велосипедист Михайло Рибальченко (технічний керівник пробігу, Одеса) і чекісти Іван Гриценко (командир пробігу), Микола Погрібний, Сергій Овчаров, Федір Ганопольский (усі — Київ). Тривав з травня по листопад 1935 року.
Рекордний пробіг присвятили 10-річчю газети «Комсомольская правда». Учасники їхали велосипедами марки «Україна» Харківського велосипедного заводу, маючи з собою спеціально пристосовані речові сумки вагою від двох з половиною до трьох пудів (пуд = 16 кг) із запасом продовольства на 2—3 дні, медикаментами, запчастинами, теплим одягом та зброєю. Забіг стартував з Кароліно-Бугаз на радянсько-румунському кордоні 30 травня 1935 року (до того урочистий початок був біля будівлі товариства «Динамо» на вул. Маразліївській в Одесі). Технічний керівник пробігу — заслужений майстер спорту, чемпіон СРСР Михайло Рибальченко. Учасники запланували такий маршрут: Одеса — Київ — Харків — Москва — Горький — Казань — Іжевськ — Свердловськ — Челябінськ — Омськ — Новосибірськ — Красноярськ — Іркутськ — Улан-Уде — Чита — Благовєщенськ — Хабаровськ — Ворошилов — Владивосток. Щодня починали їхати зранку та крутили педалі до сутінків. Від України до Горького їхали переважно в спеку. Від Горького до Омська щодня їх супроводжував дощ. Після Новосибірська почалася гориста місцевість, відтак — тайга та бездоріжжя. Михайло Рибальченко згадував, що близько півтори тисячі кілометрів довелося пройти пішки — по снігу колеса ковзали, мов сани, а від Чити до Хабаровська доріг не було зовсім. Фініш — 6 листопада 1935 року на станції Океанська (біля Владивостока), через 14 317 кілометрів і 117 днів у дорозі.
Через кілька місяців учасники велопробігу отримали ордени «Знак Пошани» з рук очільника уряду СРСР Михайла Калініна.